# Tongwei
Tongwei Company Limited («Тунвэй») — китайская пищевая компания; крупный производитель комбикормов для скота и рыбы, ветеринарных препаратов и продуктов питания, а также поликремния и солнечных панелей. Штаб-квартира расположена в Чэнду, входит в состав многопрофильного конгломерата Tongwei Group, принадлежащего миллиардеру Лю Ханьюаню. 

## История
Компания Tongwei Co. Ltd. основана в декабре 1995 года. В 2000 году начала производство кормов для домашних животных, в 2004 году вышла на Шанхайскую фондовую биржу. В феврале 2018 года открыла в Чэнду оптовый рынок морепродуктов.

## Деятельность
Tongwei Company через дочернюю компанию Tongwei Feeds производит на своих заводах в Китае и Вьетнаме более 10 млн тонн комбикормов в год, являясь одним из крупнейших в мире производителей премиксов и пробиотиков для рыбы, птицы и свиней. Дочерняя компания Tongwei Food владеет широкой сетью «умных» рыбных ферм, свиноферм и птицефабрик, а также производит на своих предприятиях в провинциях Сычуань и Хайнань обработанные полуфабрикаты, в том числе филе лосося, тиляпии, сома и других видов рыбы, а также свинину и утятину.
Дочерняя компания Yongxiang Co. на заводе во Внутренней Монголии производит поликристаллический кремний. Дочерняя компания Tongwei Solar на заводах в Чэнду, Мэйшане и Хэфэе производит солнечные панели и комплектующие к ним. Дочерняя компания Tongwei New Energy проектирует и строит солнечные электростанции, управляет сетью солнечных электростанций, расположенных на рыбных фермах в провинциях Сычуань, Цзянсу, Аньхой, Цзянси, Гуандун и Хэбэй.
Также в состав Tongwei Group входят дочерние компании Chengdu Care Pet Food (корма для домашних животных), Sichuan Tongwei Real Estate (инвестиции в жилые и офисные комплексы), Chengdu Tongyu Property Management (управление недвижимостью) и Tongwei Media (продвижение брендов и корпоративные коммуникации).
По состоянию на 2021 год основные продажи пришлись на солнечные панели (60,1 %) и сельскохозяйственную продукцию (38,7 %). На китайский рынок пришлось 87,3 % продаж.

## Акционеры
Крупнейшими акционерами Tongwei Company Limited являются Лю Ханьюань (43,9 %), E Fund Management (5,05 %), China Life Asset Management (2,28 %), China Asset Management (1,81 %) и JPMorgan Asset Management (1,37 %).